# Christian Reynaldo
Christian Jesús Reynaldo Gómez (Trinidad, 16 de septiembre de 1978) es un exfutbolista y actual entrenador boliviano. Como jugador, se desempeñó como delantero. Actualmente dirige a Universitario del Beni de la Asociación Beniana de Fútbol.

## Biografía
Christian Jesús Reynaldo Gómez nació el 16 de septiembre de 1978 en Trinidad. Es hijo de Jesús Reynaldo y Sonia Gómez. Su padre también fue futbolista y se convirtió en asesor de su hijo.

## Trayectoria como jugador

### Bolívar
Hizo su debut profesional el 15 de febrero de 1997 con 18 años en la victoria por 4-1 ante Chaco Petrolero, donde además anotó su primer gol.

## Clubes

### Como jugador
| Club                  | País    | Año         |
| --------------------- | ------- | ----------- |
| Bolívar               | Bolivia | 1997        |
| Real Potosí           | Bolivia | 1998        |
| Bolívar               | Bolivia | 1999        |
| Real Potosí           | Bolivia | 2000        |
| The Strongest         | Bolivia | 2001        |
| Real Potosí           | Bolivia | 2002        |
| Blooming              | Bolivia | 2003 - 2004 |
| Jorge Wilstermann     | Bolivia | 2005        |
| San José              | Bolivia | 2006        |
| Real Mamoré           | Bolivia | 2007        |
| C. A. Nacional Potosí | Bolivia | 2009        |
| La Paz F. C.          | Bolivia | 2010        |

### Como entrenador
| Club                   | País    | Año           |
| ---------------------- | ------- | ------------- |
| Universitario del Beni | Bolivia | 2012-2022     |
| Libertad Gran Mamoré   | Bolivia | 2022-2023     |
| Universitario del Beni | Bolivia | 2023-presente |

## Palmarés

### Como jugador
Títulos nacionales
| Título           | Club    | País    | Año  |
| ---------------- | ------- | ------- | ---- |
| Primera División | Bolívar | Bolivia | 1997 |

### Como entrenador
Títulos regionales
| Título             | Club          | País    | Año     |
| ------------------ | ------------- | ------- | ------- |
| Campeonato Beniano | Universitario | Bolivia | 2013/14 |
| Campeonato Beniano | Universitario | Bolivia | 2014/15 |
| Campeonato Beniano | Universitario | Bolivia | 2015/16 |
| Campeonato Beniano | Universitario | Bolivia | 2016/17 |